# 이집트 거래소
이집트 거래소(EGX, 아랍어: البورصة المصرية)는 이집트 카이로에 소재한 증권거래소이다. 1883년에 설립되었다.